# Mezinárodní pomocný jazyk
Mezinárodní pomocný jazyk (někdy označován zkratkou „IAL“ z anglického international auxiliary language) je jazyk, který by měl sloužit ke komunikaci lidí pocházejících z různých jazykových prostředí. Měl by být snadno naučitelný, mluvnicky nezáludný a komunikačně dostatečný. Velmi často hrají tuto roli  plánové jazyky. Nejde tedy o existující jazyk, který se spontánně rozšíří a stane se „mezinárodním“, jak tomu bylo v západním světě v případě čtyř jazyků: 
- „Pouze čtyři jazyky hrály v západních dějinách plně tuto úlohu. Před nástupem latiny aspirovala na tuto roli řečtina, jazyk filozofů a evangelií. Prostor, uvolněný latinou, obsadila v 17. až 20. století francouzština. Nikoli nelogicky: univerzalisticky pojímaná kultura poznání odpovídala svým způsobem principu jednoty v Bohu v katolické církvi. Druhá půle 20. století proběhne ve znamení angličtiny, jazyka ekonomické a technologické dominance. Trochu zjednodušeně tedy můžeme shrnout: tmelem západní civilizace byla postupně filozofie, teologie, kultura, technologie.“ [1]

## Historie
V dějinách pokusů o vytvoření nadnárodního jazyka můžeme rozlišit tři fáze: 1. pokusy o obnovení  jazyka, kterým se podle Bible hovořilo v ráji, resp. o nalezení všeplatného „božského“ kódu; 2. pokusy o tzv. „filozofický“ jazyk, který by reflektoval „jazyk přírody“ a vesmírný řád; 3. návrhy na pomocný mezinárodní jazyk. 
Pro první fází jsou nejvýmluvnější pokusy Ramóna Llulla ze 13. století, pro druhou zejména práce Marina Mersenna (Harmonie universelle, 1636), George Dalgarna (Ars Signorum ,1661), Johna Wilkinse (An Essay Towards a Real Character and a Philosophical Language ,1668) a J. A. Komenského (De rerum humanarum emendatione, rkp. 1666, nedokončeno). Myšlenkou nadnárodního filozofického jazyka se zabýval také  René Descartes nebo Gottfried Wilhelm Leibniz.

## Klasifikace
Mezinárodní pomocné jazyky můžeme také rozdělit na:
- jazyky písemné (pasigrafie)
- jazyky mluvené (pasilalie)

Pasigrafie by měly být všeobecně srozumitelné sady znaků. Dají se číst podle daného klíče v každém jazyce, ale nedá se jimi řešit problém mezinárodního dorozumívání (nedá se jimi mluvit).

## Idea mezinárodního jazyka a významnější pokusy
První pokusy o vytvoření mezinárodního pomocného jazyka se datují z 19. století.
- Prvním uceleným jazykovým systémem spočívajícím na prvcích z různých národních jazyků, byl Universalglot francouzského lingvisty Jeana Pirra z roku 1868.
- Volapük byl na vrcholu rozvoje v letech 1879 – 1890. Vytvoření esperanta téměř vytlačilo volapük z užívání. Oživen byl ve 30. letech 20. století. Dnes jím mluví cca 20 lidí.[2]

- Esperanto, které aktivně používá asi 2 000 000 lidí, stovky dětí z mezinárodních manželství esperantistů dokonce jako rodný.
- Ido, což je reformované esperanto. Aktivně ho používá cca 500 lidí.
- Novial byl sólový projekt reformy ido, jehož autorem byl dánský lingvista Otto Jespersen. Po jeho smrti v roce 1943 jazyk přestal být používán. Byl však oživen s rozvojem Internetu.
- Occidental neboli Interlingue, dnes již neužívaný umělý jazyk, jehož autorem byl Estonec Edgar de Wahl.
- Interlingua
- Slovio je umělý jazyk na základě zobecnění slovanských jazyků, který v roce 1999 vytvořil Mark Hučko.
- Mezislovanština, jazyk umožňující komunikaci mezi mluvčími slovanských jazyků
- Europanto je jazyk bez pevných pravidel, které přijímá slovní zásobu z evropských jazyků.
- Kotava, projekt kanadské lingvistiky Staren Fetcey z roku 1978. Má být stejně přístupný pro mluvčí všech světových jazyků.[3]